# Bastia Mondovì
Pour les articles homonymes, voir Bastia.
Bastia Mondovì est une commune italienne de la province de Coni, dans la région Piémont.

## Administration
| Période                                  | Période | Identité | Étiquette | Qualité |
| ---------------------------------------- | ------- | -------- | --------- | ------- |
|                                          |         |          |           |         |
| Les données manquantes sont à compléter. |         |          |           |         |

### Hameaux
Alfieri, Bonde, Braia, Bricco, Cantonata, Carpenea, Chionetti, Coste, Deiso, Feia, Fossaretto, Fratti, Gallo, Gattera, Gava, Ghesio, Isola, Lavoruzzo, Le Torri, Minetti Soprani, Minetti Sottani, Mirabello, Montechiaro, Murazze, Oderda, Paradiso, Perosi, Pianmezzano, Pieve, Rocche, San Fiorenzo, Scarpito, Sciolle, Stazione, Valle Ellero, Villero

### Communes limitrophes
Carrù, Cigliè, Clavesana, Mondovi